# Orgilus sumatranus
Orgilus sumatranus är en stekelart som först beskrevs av Günther Enderlein 1912.  Orgilus sumatranus ingår i släktet Orgilus och familjen bracksteklar. Inga underarter finns listade i Catalogue of Life.